# Verbascum roripifolium
Verbascum roripifolium är en flenörtsväxtart som först beskrevs av Halácsy, och fick sitt nu gällande namn av I. K. Ferguson. Verbascum roripifolium ingår i släktet kungsljus, och familjen flenörtsväxter. Inga underarter finns listade i Catalogue of Life.